# Bettine Vriesekoop
Hubertina Petronella Maria (Bettine) Vriesekoop (Hazerswoude-Rijndijk, 13 augustus 1961) is een Nederlandse tafeltennisster. Zij werd Europees kampioen in 1982 en 1992. In 1999 werd zij uitgeroepen tot 'Nederlands speelster van de eeuw.' Sinds 2002 is ze niet meer actief in de topsport.

## Biografie
Vriesekoop is het jongste van negen kinderen van een boerengezin. Haar vader overleed aan kanker toen Vriesekoop tien jaar was. Vriesekoop bracht haar middelbareschooltijd door aan het Bonaventuracollege in Leiden.

### Tafeltenniscarrière

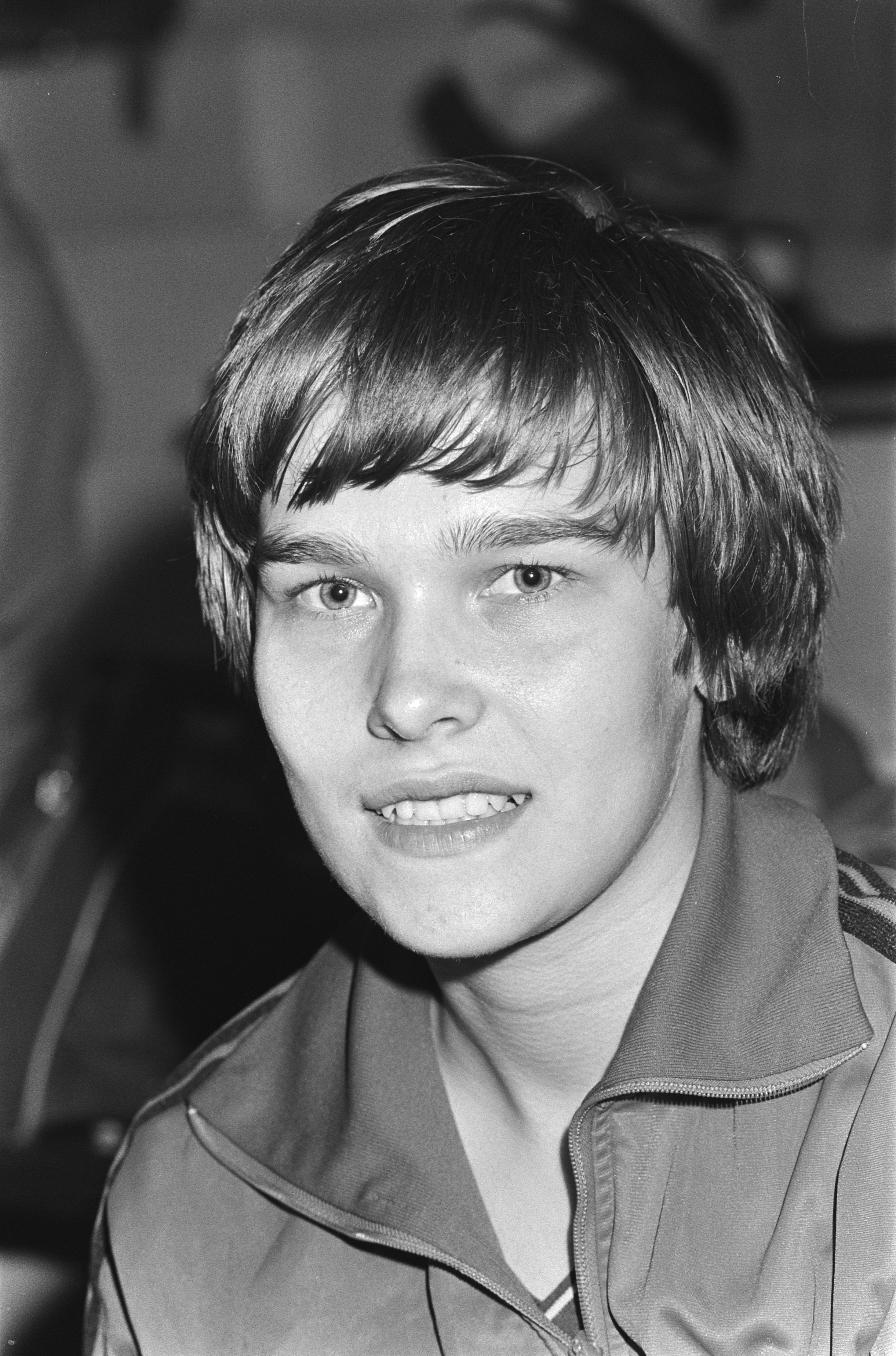
Vriesekoop in 1979

Ze speelde tafeltennis vanaf 1972. In 1975 werd zij als jeugdtalent herkend en door het Sportfonds Leo van der Kar in de gelegenheid gesteld op het Sportcentrum Papendal te trainen onder begeleiding van bondscoach Dušan Tigerman. In datzelfde jaar noemde Het Parool haar "een talentje met mogelijkheden", bleek bij de Europese jeugdkampioenschappen in Zagreb dat ze zich met de internationale top kon meten en wist ze zich verzekerd van een plaats bij TTV Avanti onder begeleiding van Gerard Bakker. Reeds in oktober 1975 werden door NRC Handelsblad daarbij vraagtekens geplaatst: afgevraagd werd of zij niet te veel "op een Oosteuropese manier" voor de topsport werd "opgefokt". 

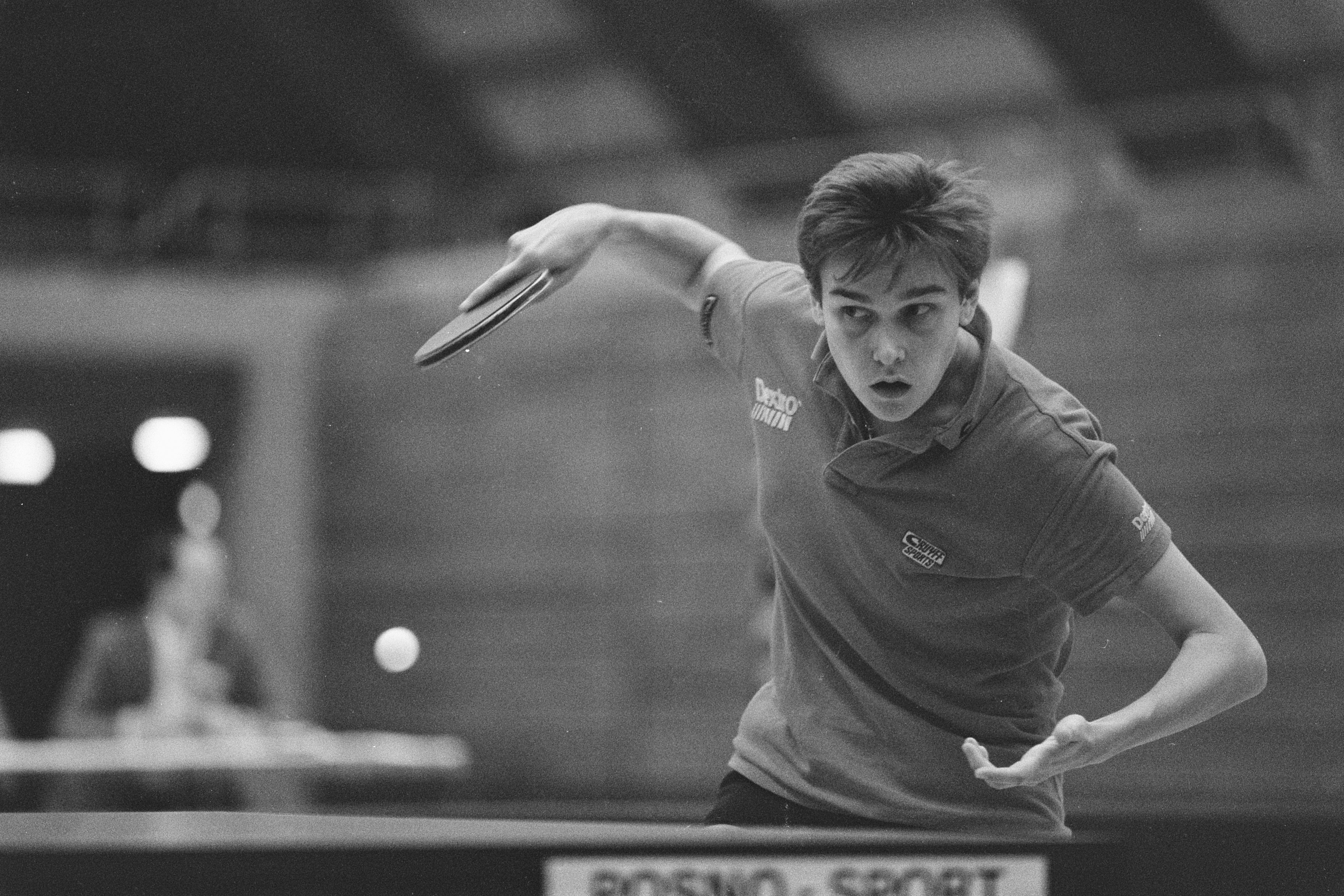
Vriesekoop (1986)

Van 1977 tot 2002 beoefende zij haar sport op het hoogste niveau. In die periode won ze de volgende kampioenschappen:
- tweemaal Europees kampioen enkelspel, in 1982 in Boedapest en in 1992 in Stuttgart
- Europees kampioen dubbelspel in 1982 met Andrzej Grubba
- twee keer de Europese top 12, in 1982 en 1985
- veertien keer Nederlands kampioen in het damesenkelspel
- veertien Open toernooien
- In 1988 werd zij geridderd in de orde van Oranje-Nassau

en ook
- zilver met het Nederlands team op het EK van 1992
- twee bronzen medailles op de WK.

Door haar prestaties werd ze tweemaal tot Sportvrouw van het jaar uitgeroepen, in 1981 en 1985. Ook werd ze in 1999 uitgeroepen tot Nederlands speelster van de Eeuw. Tot 1988 werkte zij samen met coach Bakker. Vriesekoop speelde in de Nederlandse eredivisie voor TTV Avanti, waarmee ze in 1986 de ETTU Cup won, TTV Tempo-Team (ETTU Cup 1991), TTV Noordkop en De Treffers '70.
Op de Olympische Spelen van 1988 in Seoel, direct na haar winst van de achtste finale, werd ze door coach Bakker publiekelijk hard aangepakt, ze zou niet geconcentreerd genoeg hebben gespeeld. Een uur later moest ze de kwartfinales spelen, maar verloor die. Direct na de Spelen stopte Vriesekoop met tafeltennissen. Mede door het gedrag van Bakker was ze het plezier in de sport kwijtgeraakt. Op die Olympische Spelen leerde ze Hans van Wissen kennen. Na ongeveer een jaar hervatte ze met succes haar carrière bij TTV Tempo-Team, ditmaal met o.a. begeleiding van bondscoach Jan Vlieg. Van Wissen overleed in 1999 aan een hartaanval, zes maanden later kreeg zij een zoon en was zij opeens een ongehuwde moeder die voor een gezinsinkomen moest gaan zorgen.

### Universitaire studie en begin van haar schrijverschap
In 1997 en 1999 liet Vriesekoop zich inschrijven als student Chinese talen en culturen aan de Universiteit Leiden. Daar werd de bekende hoogleraar Kristofer Schipper haar belangrijkste coach en werd  ze door hem ingeleid in de Oosterse filosofie.
De vele contacten met Chinese tafeltennissters inspireerden Bettine Vriesekoop tot het gaan volgen van deze studie. In haar tweede jaar haalde zij haar propedeuse. Omdat zij toen geld moest gaan verdienen besloot zij zich  geheel terug te trekken uit de topsport Een van haar eerste betaalde functies was redactie voor het radioprogramma "Simek 's nachts" van Martin Simek voor de RVU. Maar  ook schreef zij  over haar ervaringen in China diverse boeken, waaronder het boek Heimwee naar Peking (1994), dat ook in het Chinees verscheen.

### Na de sport
In 2003 verscheen haar biografie Overwinnen, overleven, geschreven door televisie-journalist Alje Kamphuis.
Van 1 juni 2006 tot 3 augustus 2009 was Vriesekoop correspondent in China voor NRC Handelsblad. Haar ervaringen rond haar baan verwerkte ze in het boek Duizend dagen in China (2011). Op 21 juli 2006 was ze te gast bij het radioprogramma Marathoninterview en op 22 juli 2007 was ze te gast in het televisieprogramma Zomergasten. Tegenwoordig schrijft ze boeken en artikelen voor tijdschriften, daarnaast verzorgt ze lezingen over China en geeft ze tafeltennis clinics onder auspiciën van de Nederlandse Tafeltennisbond. 
Van 2014 tot 2016 presenteerde ze OBA live op Radio 5 voor de Boeddhistische Omroep Stichting.
Vijf jaar werkte zij aan een biografische studie van het leven en schrijverschap van de Amerikaanse schrijfster en winnaar van de Nobelprijs voor Literatuur 1938 Pearl Buck, een studie die in 2021 uitmondde  in de publicatie van haar bijna 400 pagina's tellende boek Het China-gevoel van Pearl S. Buck. Sinds haar terugkeer uit China houdt zij lezingen door het hele land; in 2015 sprak zij  in de TH Twente over haar boek Dochters van Mulan.

#### Leonardoleerstoel
Van 2012 tot 2013 bekleedde Vriezekoop als gasthoogleraar de Leonardoleerstoel aan de Tilburg University; een leerstoel die eerder bekleed werd door onder anderen Wim de Bie en Femke Halsema.

## Publicaties
- Bettine Vriesekoop: Het China-gevoel van Pearl S. Buck. Amsterdam, Uitgeverij Brandt, 2021. ISBN 9789493095441
- Bettine Vriesekoop: Dochters van Mulan. Hoe vrouwen China veranderen. Amsterdam, Uitgeverij Brandt, 2015. ISBN 978-94-92037-00-8
- Bettine Vriesekoop (met tekeningen van Berry Slok): Kleine Ming en de gouden krekel. Amsterdam, De Nieuwe Kerk, 2013. ISBN 978-90-78653-44-8
- Bettine Vriesekoop: Duizend dagen in China. Amsterdam, Nijgh & Van Ditmar, 2011. (9e druk: Nijgh & Van Ditmar, 2012. ISBN 978-90-388-9493-5
- Bettine Vriesekoop: Het jaar van de Rat. Dagboekfragmenten van een correspondente, Amsterdam, Rap, 2008. ISBN 978-90-6005-737-7
- Bettine Vriesekoop: Bij de Chinees. Amsterdam, Rap, 2006. 7e druk, Rap, 2008: ISBN 978-90-6005-753-7
- Bettine Vriesekoop: Heimwee naar Peking. Amsterdam, Rap, 1994. 2e druk: Nijgh & Van Ditmar, 2013. ISBN 978-90-388-9669-4 (Ook vertaald in het Chinees, uitg. 2008)
- Bettine Vriesekoop: Chinese wijsheid in een balletje Het spel van de Tao Uitgeverij Brandt, 2024 ISBN 978-94-93319-17-2